# Okręg Tirana
Okręg Tirana (alb. rrethi i Tiranës) – jeden z trzydziestu sześciu okręgów administracyjnych w Albanii; leży w środkowej części kraju, w obwodzie Tirana. Liczy ok. 727 tys. osób (2008) i zajmuje powierzchnię 1238 km². Jego stolicą jest Tirana.
Inne miasta: Kamza i Vora.